# 35618 Tartu
35618 Tartu è un asteroide della fascia principale. Scoperto nel 1998, presenta un'orbita caratterizzata da un semiasse maggiore pari a 2,9980295 UA e da un'eccentricità di 0,2393495, inclinata di 14,87474° rispetto all'eclittica.
È dedidcato alla città di Tartu, seconda per importanza dell'Estonia.